# Alexander Höller (Schauspieler)
Alexander Höller (* 4. Juni 1930 in Graz; † 6. September 2019) war ein österreichischer Schauspieler.

## Leben und Wirken
Höller erhielt seine künstlerische Ausbildung in Graz und gab sein Bühnendebüt 1953 am Stadttheater St. Pölten. Er war bei den Vereinigten Bühnen Graz in mehr als 40 Produktionen zu sehen, darunter als Newton in Friedrich Dürrenmatts „Die Physiker“, als William Cecil, Baron von Burleigh, in „Maria Stuart“, als Graf von Gloster in „König Lear“ oder als Zauberkönig in „Geschichten aus dem Wiener Wald“. Er verkörperte darüber hinaus Herzog von Alba in „Don Carlos“ und Schnoferl in „Das Mädl aus der Vorstadt“. Seine schauspielerische Karriere führte ihn außerdem an Theaterhäuser im deutschsprachigen Raum (Solothurn/Biel, Zürich, Aachen, Baden-Baden). Gastspiele in Wiesbaden, Hamburg und anderen Städten folgten.
Darüber hinaus wirkte er in den 1970er-Jahren in Fernsehproduktionen mit und war auch für den Hörfunk (SWF) sowie als Synchronsprecher tätig. Vor der Kamera trat er erstmals 1970 auf und beendete seine Film- und Fernsehkarriere sieben Jahre darauf.

## Filmografie
- 1970: Abarten der körperlichen Liebe
- 1970: Die fleißigen Bienen vom fröhlichen Bock
- 1970: Recht oder Unrecht (Fernsehserie, 2 Episoden)
- 1971: Ein Mordanschlag (TV)
- 1971: Herr Soldan hat keine Vergangenheit (TV)
- 1972: Ein Toter stoppt den 8 Uhr 10 (TV)
- 1972: Manolescu – Die fast wahre Biographie eines Gauners (TV)
- 1972: Monsieur Chasse (TV)
- 1972: Tatort: Wenn Steine sprechen (TV)
- 1973: Laß jucken, Kumpel 2. Teil – Das Bullenkloster
- 1974: Unter Ausschluß der Öffentlichkeit (TV-Serie, eine Folge)
- 1974: Die Powenzbande (TV-Serie, eine Folge)
- 1975: Eurogang (TV-Serie, eine Folge)
- 1976: Tatort: Kassensturz  (TV)
- 1977: Die Unternehmungen des Herrn Hans (TV-Serie, eine Folge)
- 1977: Bier und Spiele (TV-Serie, 4 Folgen)
- 1978: Magere Zeiten (TV-Serie, eine Folge)

## Auszeichnungen
- Goldenes Ehrenzeichen der Stadt Graz[2]